# Patissa flavifascialis
Patissa flavifascialis is een vlinder uit de familie van de grasmotten (Crambidae). De wetenschappelijke naam van de soort is voor het eerst geldig gepubliceerd in 1913 door Barnes & McDunnough.